# 바비 킴
바비 킴(Bobby Kim, 본명: Robert Dokyun Kim, 한국명: 김도균, 1973년 12월 8일~)은 대한민국에서 활동하는 한국계 미국인 가수이다. 1994년 그룹 닥터 레게의 멤버로 데뷔하였고, 별명은 "랩 할아버지"이다. 힙합 그룹 부가 킹즈와 Movement 소속이기도 하다. 1993년 대한민국을 방문한 그는 한 음반사에서 이승철의 노래 "마지막 콘서트"를 불러 합격하고, 1994년부터 1998년까지는 음악 그룹 닥터 레게의 멤버로 활동하였다. 종교는 천주교이며, 세례명은 '안토니오'이다.

## 생애

### 초기
바비 킴은 1973년 대한민국 서울에서 태어났고 2살 때 미국으로 이주했다. 트럼펫 연주가인 아버지에게 영향을 많이 받은 그는 미국 캘리포니아와 샌프란시스코에서 살면서 나이트클럽과 패션 쇼에서 래퍼로 활동하기 시작했다. 1993년 대한민국을 방문한 그는 한 음반사에서 이승철의 노래 "마지막 콘서트"를 불러 합격하면서 가수로 데뷔를 준비하였고, 1994년 음악 그룹 닥터 레게의 멤버로 데뷔하였다. 닥터 레게의 활동은 성공적이지 못하였으나, 대신 터보와 젝스키스를 비롯한 여러 가수의 코러스와 랩 피쳐링하고 디렉팅하면서 경력을 쌓아 나아갔다.

### 솔로 활동
바비 킴은 1998년, 자신의 첫 앨범 《Holy Bumz Project》를 발표하면서 솔로로서 본격적으로 활동을 시작했고 힙합 씬에서도 활동했다. 대중 음악인 사이에서 점차 인지도를 쌓은 그는 1999년 룰라 이상민의 14인 프로젝트 그룹 브로스의 멤버로 활동했고 2000년에는 Movement 크루의 멤버가 된 데 이어 다음 해 부가 킹즈 (Buga Kingz)를 조직해 더 활동했다. 부가 킹즈가 미흡한 홍보와 기획사와 소통 차질로 기대만큼 성공하지 못하자 잠시 무대 활동을 접고 작곡가로 활동하던 중 윤미래의 솔로 앨범에 처음 보컬을 시도했던 곡 〈끝없는 바다 저편에〉가 좋은 반응을 얻자, 곡 성공 및 윤미래의 권유로 가수 활동을 재시작했고 노선을 바꾸어 R&B 앨범을 작업하기 시작했다.
2004년 8월에 발표한 새 앨범은 그의 랩 비중을 대폭 줄이는 대신 보컬 중심 앨범으로 만들어졌다. 이는 힙합 컨셉이었던 《Holy Bumz Presents》앨범과 스타일에서 대비됐으므로, 2집이란 말 대신 1집으로 발표됐다. 〈고래의 꿈〉을 타이틀 곡으로 한 이 앨범은 좋은 결과를 거뒀고 이는 부가 킹즈 2집 작업 원동력이 됐다. 한편, 그의 창법을 SBS 코미디 프로그램 《웃찾사》의 나몰라 패밀리 코너에서 패러디하는 등, 그의 인지도도 점차 늘어났다. 2010년 4월, 세 번째 정규 앨범 《Heart & Soul》을 발표하고 〈외톨이〉로 활동했다. 활동 휴식기에 들어가고서도 2010년 하반기 《닥터챔프》, 《즐거운 나의 집》을 위시해 다수 드라마 OST에 참여했고 11월에는 Double K, 거미와 합작해 디지털 싱글 앨범을 발표했다.

### 나는 가수다 및 그 후

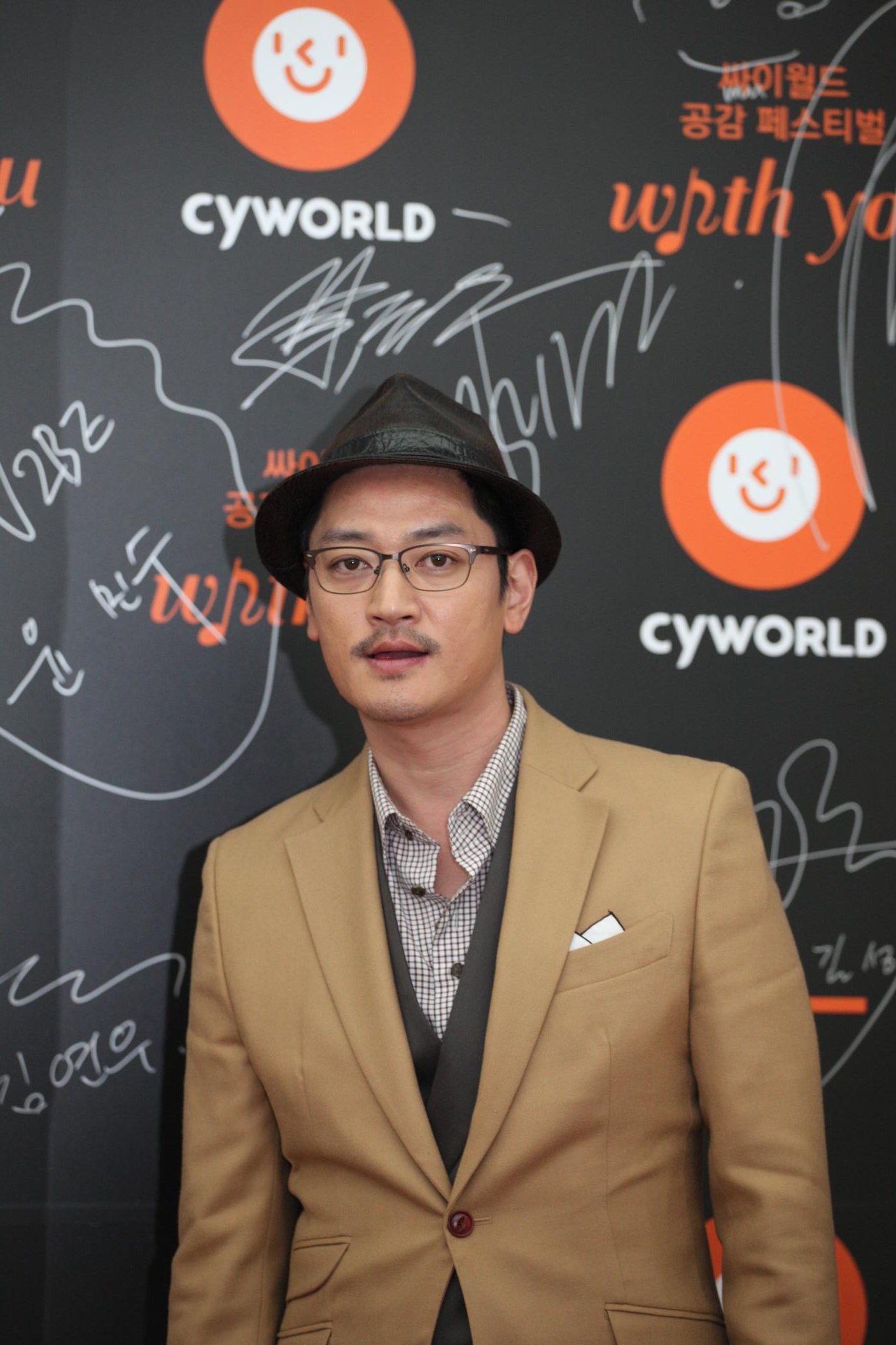
2011년의 바비킴

2011년 4월 4일 바비 킴은 서울특별시 강남구에서 영업하는 모 주점의 화장실에서 나오다가 2층 난간 4m 높이에서 추락해 척추와 흉부에 골절상을 입고 여의도 성모병원에서 검사를 받았는데 척추 5번과 7번, 갈비뼈가 골절됐다. 당시 그는 이루마와 함께 수요예술무대 MC로 활동했으나 향후 2개월간 스케줄을 모두 취소하고서 다행히 회복해 5월 대학 축제 무대에서 모습을 다시 드러냈고 8월에는 인기 프로그램 《나는 가수다》 출연이 확정돼 화제가 된 그는 이와 관련한 인터뷰에서 전국 투어 일정과 가을께 발매되는 Buga Kingz 앨범 막바지 작업 중이었다고 근황을 전하였다. 이후 그는 《나는 가수다》 경쟁 멤버로 바쁜 나날을 보냈고 여섯 번의 라운드 끝에 2012년 1월 1일 최종 탈락하였으며, 바쁜 활동 중에도 11월에는 부가 킹즈의 새 싱글을 발표, 《나는 가수다》에서 탈락하고서는 정규 앨범 마무리 작업에 박차를 가해 2012년 2월에 부가 킹즈의 멤버로 컴백했다. 이후 6월 말에는 스페셜 앨범 Old & New의 발매에 맞춰 전국 투어에 나섰으며, 2013년까지 《금 나와라 뚝딱!》, 《불의 여신 정이》 등의 드라마 OST에 참여했다. 2013년 겨울에는 박완규, 알리, 이정과 함께 2013 The Vocalist 합동 공연을 펼쳐 성황리에 마무리지었다.

## 논란
2015년 1월 7일 인천국제공항에서 출발하는 대한항공 미국 샌프란시스코행 보잉 777 KE023 기내에서 와인을 마신 후 술에 취해 난동을 피웠다. 원인은 바비 킴은 마일리지 포인트를 사용해 비즈니스석으로 업그레이드 했는데 항공사 실수로 이코노미석으로 바뀌었다. 출발 5시간이 지난 후, 일반석에서 술에 취해 약 1시간 정도 난동을 피웠다. 샌프란시스코에 도착한 이후 FBI의 조사를 받았다.

2월 13일 한국으로 돌아와 팬들에게 고개를 숙였다. 당시 
| “ | 심려를 끼쳐 죄송하다. | ” |

라는 짧은 말을 남겼다.
이후 4월 28일, 인천지검 형사2부는 바비킴을 항공보안법 위반 및 강제추행 혐의로 불구속기소했다. 검찰은 6월 1일 진행된 공판에서 "기내에서 기장 사전 경고에도 불구하고 승무원 A씨의 왼쪽 팔을 잡고 휴대전화 번호와 호텔이 어딘지를 물었으며 다른 승무원에게 제지당한 뒤에도 한 차례 더 지나가던 A씨의 허리를 감싸안는 등 강제추행했다"며 징역 1년과 집행유예 2년과 벌금 500만 원을 구형했다. 바비킴 측 변호사는 공소사실을 인정하지만 대한항공의 실수가 만취에 영향을 줬고, 피고는 이전까지 어떤 형사처벌을 받은 적이 없고 깊이 반성하고 있다는 점을 참작해달라며 선처를 호소했다. 6월 11일 오후 인천 남구 인천지법 형사4단독의 심동영 판사는 구형보다 낮은 수위인 벌금 400만 원과 성폭력치료프로그램 40시간 이수를 선고받았다.

## 활동

### 출연 프로그램/TV 드라마
MBC
- TV 예술무대[12]
- 2011년 《우리들의 일밤-나는 가수다》
- 2019년 《미스터리 음악쇼 복면가왕》 - 요것 봐라~? 체 게바라!

TV조선
- 2011년, 2012년 《P.S. I Love You 박정현》 - 게스트 (4회, 12회)

SBS
- 2019년 《힙합왕 - 나스나길》 - 주유소 사장 역 (특별출연)

## 음반 목록[13]

### 정규 앨범
- 1998년 Holy Bumz Presents

2005년 Ground Zero란 이름으로 재발매
- 2004년 Beats Within My Soul

대외적으로 1집
- 2006년 Follow Your Soul

2007년 1월 디지털 디스크로 재발매
- 2010년 Heart & Soul
- 2014년 거울

### 비정규 및 스페셜 앨범
- 2005년 Ground Zero
- 2009년 Love Chapter.1
- 2010년 Heart & Soul 스페셜 에디션 포토 에세이
- 2012년 Old & New

### 디지털 싱글
- 2004년 `스타싱글앨범 vol.11 -승부-`
- 2006년 School Attack Song
- 2008년 Rhapsody part 3 (이은미와 합작)
- 2010년 Project: True Colors 1 (이승희와 합작)
- 2010년 `너 하나만 못해` (Double K와 합작)
- 2010년 `러브 레시피` (거미와 합작)
- 2012년 With Coffee Project part 2 '너만이'
- 2012년 `러브 레시피 II` (거미와 합작)
- 2012년 `그런 걸 (Girl)` (김태우와 합작. 밥&김이란 이름의 프로젝트로 발표)
- 2013년 Hitman Project #3 : A Tribute To The Hitman, David Foster

### OST
- 2005년 패션 70's OST - 넌 모르지
- 2007년 하얀 거탑 OST - 소나무
- 2007년 쩐의 전쟁 OST - 일년을 하루같이
- 2008년 고死: 피의 중간고사 OST - Sorry
- 2008년 쩐의 전쟁 the Original OST - 일년을 하루같이
- 2008년 타짜 OST - Reason (Male Ver.)
- 2009년 친구, 우리들의 전설 OST - 오직 그대만
- 2009년 드림 OST - 죽기 아니면 살기
- 2009년 쏘울스페셜 OST - My Girl
- 2010년 닥터 챔프 OST - Fall In Love With You
- 2010년 즐거운 나의 집 OST - 그대로
- 2011년 스파이 명월 OST - 사랑이 무서워, 사랑할 수 있을 때 (Feat. 길학미)
- 2011년 영광의 재인 OST Part 2 - 가슴앓이
- 2013년 금 나와라, 뚝딱! OST - Thank You!
- 2013년 불의 여신 정이 OST - 영원히 너를
- 2014년 닥터 이방인 OST - 이방인
- 2016년 리멤버 - 아들의 전쟁 OST - 사랑한다 할 수 있기에

## 수상 경력
| 연도 | 주관                     | 수상 부문        | 비고 |
| ---- | ------------------------ | ---------------- | ---- |
| 2011 | 제05회 케이블TV 방송대상 | 스타상           |      |
| 2010 | 제19회 서울가요대상      | 최우수 R&B 부문  |      |
| 2005 | 제02회 한국대중음악상    | 최우수 힙합 부문 |      |
| 2004 | 제15회 서울가요대상      | 최우수 힙합 부문 |      |

## 저서
- 2011년 11월 강인봉 외 14인, 《고통과 아픔을 기도로 극복한 문화 예술인의 이야기》, 가톨릭출판사 (공저)